# Hrvoje Vukčić Hrvatinić

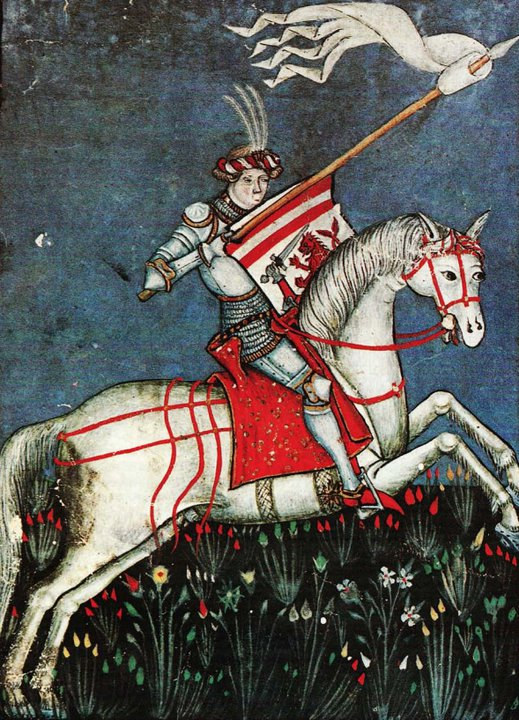
Darstellung des Hrvoje Vukčić Hrvatinić im Missale glagoliticum Hervoiae ducis Spalatensis (1404)

Hrvoje Vukčić Hrvatinić (* um 1350 vermutlich in Kotor Varoš, heute Bosnien und Herzegowina; † 1416) war zu seiner Zeit der einflussreichste Adelige des mittelalterlichen Bosnien und Kroatien. Er war Herzog von Split, Ban von Kroatien und Großherzog des Königreichs Bosnien. Der Magnat und „Königsmacher“ herrschte unter drei Königen Bosniens, nämlich Tvrtko I., Stjepan Dabiša und Stjepan Ostoja und war Regent des Letztgenannten. Hrvoje war das bekannteste Mitglied der Familie Hrvatinić und einer von drei großen Feudalherren Bosniens.

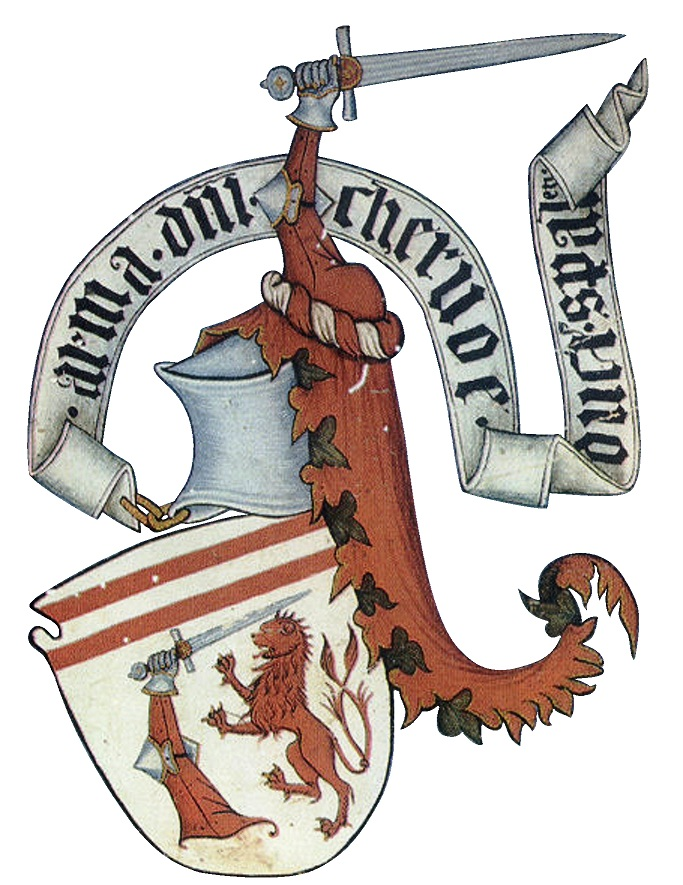
Wappen des Hrvoje Vukčić Hrvatinić

## Leben
Hrvoje war der älteste Sohn des Herzogs Vukac Hrvatinić. Er hatte drei Brüder, Vuk, Dragiša und Vojislav. Später heiratete er Jelena (Helena), die Tochter des kroatischen Adeligen Ivan Nelipić, mit der er einen Sohn Balša hatte.
1376 wird Hrvoje das erste Mal als Prinz und Ritter unter dem ungarischen König Ludwig I. erwähnt. Im Jahre 1380 wurde er vom bosnischen König Tvrtko I. aus dem Haus Kotromanić zum Großherzog von Bosnien ernannt. Als erste Handlung als Großherzog führte er 1387 eine Armee von bosnischen Truppen nach Kroatien, um Bischof Ivan Smilo in Zagreb zu belagern. Nach dem Tod von König Ludwig I. war er an den Kämpfen um die Regentschaftsnachfolge zwischen Sigismund von Luxemburg und Ladislaus von Neapel beteiligt. Hierbei stand er auf der Seite des Letzteren, da dieser ihm die Erhebung zum Ban von Kroatien und Dalmatien versprochen hatte. Während der Herrschaft von König Stjepan Dabiša führte Hrvatinić 1392 die Truppen in den Kämpfen gegen das Osmanische Reich und erhielt dadurch große Dankbarkeit vom König. In der Hitze der internen Unruhen in Bosnien im Jahre 1397 während der Herrschaft von Königin Jelena Gruba lud Hrvatinić die Osmanen für Unterstützung ein. Als Widersacher der Königin war er an der Auswahl von Stjepan Ostoja als neuen König von Bosnien beteiligt im Mai 1398. Während Stjepan Ostojas Herrschaft wurde dieser stark von Hrvoje beeinflusst, sodass Hrvoje der eigentliche Herrscher von Bosnien war. 1403 wurde er zum Regenten von Ungarn, Kroatien und Dalmatien sowie zum Herzog von Split ernannt.

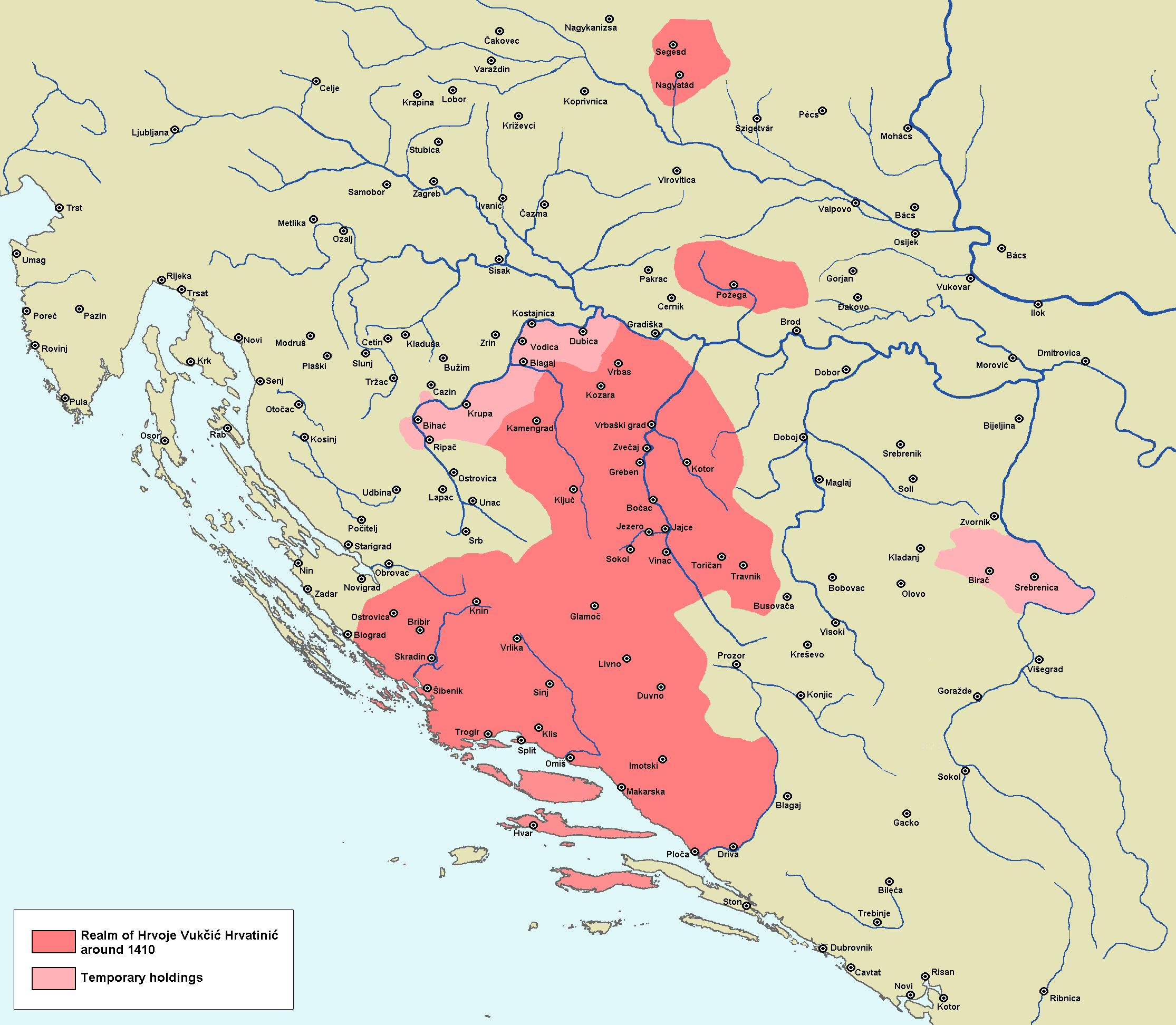
Das Reich des Hrvoje Vukčić Hrvatinić (um 1410)

Später kam es dann zum Konflikt zwischen ihm und König Ostoja, sodass sich Hrvoje im Jahre 1404 an einer Verschwörung beteiligte, die Ostoja vom Thron stürzte und diesen durch Tvrtko II. ersetzte. Zusammen mit Tvrtko II. führte er eine militärische Intervention gegen Ungarn und Sigismund von Luxemburg an. Nach einigen Siegen für Sigismund im Jahre 1408 und einem Massaker durch diesen an der bosnischen Armee musste Hrvoje sich mit Sigismund verbünden. Doch Ungarns Erfolge in Bosnien und die Rückeroberung des Throns durch König Ostoja schwächten ihn stark, sodass er bald die Kontrolle über die Gebiete verlor, über die er die Herrschaft zusammen mit Split bekommen hatte. Daher suchte er im Folgenden Hilfe beim Osmanischen Reich. Die ungarische Armee wurde 1415 an der Lašva besiegt; dies öffnete jedoch auch die Tür für eine osmanische Expansion in Bosnien. Hrvoje starb daraufhin im folgenden Jahr und seine Witwe Jelena Nelipčić heiratete König Ostoja.